# Quelle sporche anime dannate
Quelle sporche anime dannate ist ein im deutschsprachigen Raum nicht gezeigter, mit minimalem Budget von Luigi Batzella inszenierter Italowestern aus dem Jahr 1971.

## Handlung
Pistolenheld Tom Carter erfährt vom Tod seines Bruders, der während eines Überfalls von Ringo Brown erschossen wurde. Um ihn zu rächen, reitet er ins Städtchen Green Waters, wo der geldgierige Großgrundbesitzer Shannon alles in seinen Besitz zu bringen versucht. Seine rechte Hand Rast setzt die bislang verkaufsunwilligen Farmer gehörig unter Druck. Tom gelingt es, zusammen mit dem Goldsucher Jack Buchanan, dessen Leben er gerettet hat, zahlreichen Anschlägen auf sein Leben zu entgehen, bis die kriminellen Elemente des Städtchens alle Leute, die sie finden können, zur Belagerung von Buchanans Rach, auf der Carter Unterschlupf gefunden hat, schicken. Unterdessen bringt der Arzt des Ortes Tom zu einem nach Schlangenbiss tödlich verwundeten Mann, der sich als Ringo Brown zu erkennen gibt und behauptet, auf Anweisung Shannons gehandelt zu haben. Tom und Buchanan gelingt es, Rast und alle seine Leute zu erschießen; auch Shannon findet sein gerechtes Ende. Tom dagegen kann in der Stadt bleiben; zusammen mit Cora, die er liebt.

## Kritik
Erbarmungslose Kritiken, wohin man schaut: Ein dummer Italowestern, schlecht inszeniert und ohne jegliches originelles Element, schreiben Segnalazionic Cinematografiche Der Film ist grottenschlecht, was Batzella aber nicht daran hinderte, vieles davon noch einmal zu verwenden, in La colt era il suo Dio., so Christian Keßler.

## Bemerkungen
Der Film wurde in Italien nur von regionalen Verleihern vertrieben.
Geplanter Kinotitel war Sein Colt gab die Antwort; der Film wurde parallel zu Auch Djangos Kopf hat seinen Preis gedreht.